# 不是因為家人才愛，而是愛的是家人
《不是因為家人才愛，而是愛的是家人》（日语：家族だから愛したんじゃなくて、愛したのが家族だった），日本女作家岸田奈美創作的第一本自傳隨筆集，2019年11月9日在網路上開始發表文章，2020年9月23日由小學館發行。
自2023年5月14日起，由河合優實首次主演電視連續劇，並在NHK BS Premium和NHK BS4K上先行播出。錦戶亮飾演女主父親，為錦戶亮退社單飛後首次出演電視劇。本劇榮獲廣播評論協會銀河賞電視類2023年7月月度獎。
預定於2024年7月9日起在NHK綜合頻道電視劇10播出。由於電視播出時長限制的原因，縮短版會比BS原播短5分鐘，所有劇集重新剪輯至45分鐘。

## 電視連續劇
《不是因為家人才愛，而是愛的是家人》，2023年5月14日至同年7月16日於日本NHK BS Premium和NHK BS4K播出的電視連續劇。
2024年7月9日起於日本NHK綜合頻道電視劇10播出的電視連續劇，改編自岸田奈美同名自傳隨筆作品，由市之瀬浩子、大九明子、鈴木史子編劇，河合優實主演。

## 故事大綱
講述了岸本七實使用輪椅的母親、患有唐氏綜合症的弟弟以及她年輕時突然去世的父親，因遭遇各種困難的家人又哭又笑的日子。

## 登場角色

### 岸本家
- 岸本七實：河合優實[2]
- 岸本瞳：坂井真紀
- 岸本草太：吉田葵，幼少期：小倉匡
- 岸本耕助：錦戶亮
- 大川芳子：美保純（日语：美保純），青年期：臼田麻美（日语：臼田あさ美）

### 七實的關係者
- 天ヶ瀬環：福地桃子
- 小平旭：島村龍乃介（日语：島村龍乃介）
- 數藤茉莉花：若柳琴子
- 美月：荒川HINATA
- 理緒：永井彩加
- 田口太郎：松田大輔（日语：松田大輔）
- 溝口渉：若林拓也（日语：若林拓也）
- 首藤颯斗：丸山晴生

### 岸本家守護者
- 陶山克哉：奧野瑛太（日语：奥野瑛太）
- 持田春太：名村辰
- 栗山雪：宮內杏璃
- 瀨尾先生：岡野陽一（日语：岡野陽一）

### 其他
- 小野寺柊司：林遣都
- 二階堂錠：古館寬治（日语：古舘寛治）
- 末永繭：山田真步（日语：山田真歩）
- 森之宮：市川新平（日语：市川しんぺー）
- 後藤：山下德久（日语：山下徳久）
- 小平悠：吉開湧氣
- 三上優斗：海斗
- 藤原新太：鈴木樂（日语：鈴木楽）
- ジャック：傑瑞米·伊頓
- 5歲的兒子：諸橋壯篤
- 細貝翔：森岡龍（日语：森岡龍）
- 相馬樹里：田山由起（日语：田山由起）
- 福本：根岸季衣（日语：根岸季衣）
- 住吉政子：片桐入
- 新垣昌平：村山靖（日语：村山靖 (俳優)）
- 篠宮梓：川崎珠莉（日语：川﨑珠莉）
- 清野：辻岡甚佐
- 生田：秋本REIRANI（日语：秋本レイラニ）
- 吉川：湯木優輝（日语：湯木優輝）
- 宮脇：安藤彰則（日语：安藤彰則）
- 裝修業者：橋本一郎（日语：橋本一郎）、櫻井健人
- 棒球場的觀眾：藤田雅明、沖田修一（日语：沖田修一）、菊地健雄（日语：菊地健雄）
- 騙子兼職領班：尾倉KENTO
- 佐佐木清：佐藤貢三（日语：佐藤貢三）
- 迫田珠代：原扶貴子（日语：原扶貴子）
- コーチ：黄地裕樹
- 管理人：藏内秀樹（日语：藏内秀樹）
- 由良泉：早織（日语：早織）
- 山根大輔：小林龍樹（日语：小林竜樹 (俳優)）
- 橋本：村田唯（日语：村田唯）
- 大川茂：黑田大輔（日语：黒田大輔 (俳優)）
- 大川武雄：平山繁史
- 大川久子：中條佐榮子（日语：中條サエ子）
- 護士：平館真生（日语：平館真生）

## 獎項
- 銀河賞電視類
  - 2023年7月月間賞[3]。
  - 第61回獎勵賞[4]

## 播出日程
| 集數 | 播出日期                | 播出日期                      | 編劇                |
| 集數 | NHK BS Premium NHK BS4K | NHK綜合頻道 NHK BS Premium 4K | 編劇                |
| ---- | ----------------------- | ----------------------------- | ------------------- |
| 1    | 2023年5月14日           | 2024年7月9日                  | 市之瀬浩子          |
| 2    | 2023年5月21日           | 2024年7月16日                 | 市之瀬浩子          |
| 3    | 2023年5月28日           | 2024年7月23日                 | 市之瀬浩子          |
| 4    | 2023年6月4日            | 2024年8月13日                 | 市之瀬浩子 鈴木史子 |
| 5    | 2023年6月11日           | 2024年8月20日                 | 市之瀬浩子          |
| 6    | 2023年6月18日           | 2024年8月27日                 | 市之瀬浩子 大九明子 |
| 7    | 2023年6月25日           | 2024年9月3日                  | 市之瀬浩子 大九明子 |
| 8    | 2023年7月2日            | 2024年9月10日                 | 市之瀬浩子 大九明子 |
| 9    | 2023年7月9日            | 2024年9月17日                 | 市之瀬浩子 大九明子 |
| 10   | 2023年7月16日           | 2024年9月24日                 | 市之瀬浩子 大九明子 |

## 外部連結
- 書籍官方网站（日語）
- 電視劇官方网站（日語）

## 節目變遷
| 日本 NHK 電視劇10                  | 日本 NHK 電視劇10                                          | 日本 NHK 電視劇10 |
| ---------------------------------- | ---------------------------------------------------------- | ----------------- |
|                                    | 不是因為家人才愛，而是愛的是家人 （2024年7月9日－9月24日） |                   |
| 燕子未歸 （2024年4月30日－7月2日） | 宇宙漂浮教室 （2024年10月8日－12月10日）                   |                   |